# Tatyjana Szergejevna Csernova
Tatyjana Szergejevna Csernova (oroszul: Татьяна Сергеевна Чернова; Krasznodar, 1988. január 29. –) világbajnok orosz atléta, hétpróbázó.

## Pályafutása
2005-ben az ifjúsági, majd 2006-ban a junior világbajnokságon lett aranyérmes. 2007-ben, első felnőtt világbajnokságán, Oszakában kiesett.
2008-ban vett részt első alkalommal az olimpiai játékokon. Pekingben egy próbát, a 800-as síkfutást megnyerte, és a súlylökés, valamint a 100 méteres gátfutás kivételével minden számban a mezőny elején végzett. 6591 pontjával végül harmadik, bronzérmes lett azután, hogy a második helyezett Ljudmila Blonszkát doppingvétség miatt kizárták.
A berlini világbajnokságon nyolcadikként zárt, majd 2010-ben bronzérmes volt a fedett pályás világbajnokságon ötpróbán. 
Eddigi pályafutása legkimagaslóbb eredményét a 2011-es tegui világbajnokságon érte el, ahol a hétpróba világbajnoka lett. Csernova megnyerte a távolugrást, és végül 6880-as új egyéni csúccsal győzött a szám címvédője, a brit Jessica Ennis előtt.

## Egyéni legjobbjai
- Hétpróba - 6880 pont (2011)
- Ötpróba - 4855 (2010)